# Lucio Valerio Massimo Basilio
Lucio Valerio Massimo Basilio (in latino: Lucius Valerius Maximus Basilius; fl. 319-323) è stato un politico romano di età imperiale durante il regno di Costantino I. 
Ricoprì la carica di praefectus urbi nel 319-323.
Settipani ha suggerito la sua identificazione col console del 327, Valerio Massimo e ricostruito la sua genealogia. Massimo era pagano. Sposò Septimia, figlia del praefectus urbi di Roma (317-319) pagano Settimio Basso, da cui ebbe Lucio Valerio Settimio Basso, praefectus urbi del 379/383. Sposò in seconde nozze Vulcacia, figlia di Nerazio Giunio Flaviano, pretore e praefectus urbi nel 311/312, da cui ebbe Valerio Massimo Basilio (primo cristiano della famiglia, praefectus urbi nel 361-363 e proconsole d'Acaia, e Valeria, anch'essa cristiana, sposa di Rufio Mecio Placidio.
Altri studiosi, come Lizzi Testa, respingono questa identificazione.